# Дубенський хрестовоздвиженський монастир
Дубенський хрестовоздвиженський монастир — колишній спочатку православний, потім — греко-католицький монастир у місті Дубно (тепер Рівненської області). Стояв на відстані однієї версти від міста на острові Чесний Хрест, в заплаві р. Іква. Заснований князями Острозькими.

## Коротка історія

Листівка Дубенський хрестовоздвиженський монастир

Дата заснування — І половина XV століття.
У 80-х роках XVI ст. Йов Желізо (згодом Йов Почаївський) став ігуменом монастиря, тут прожив 20 років. На початку XVII століття ігуменом монастиря був Віталій Дубенський — автор книжки «Діоптра, альбо Зерцало и вираженє живота людського на том світі…».
Після Василіянського з'їзду (1743) до Литовської василіянської провінції було приєднано деякі волинські монастирі, серед них два дубенські — Спаський і Хрестовоздвиженський. До 1812 року обитель залишалася в унії, потім знову стала московською православною. Хрестовоздвиженський монастирський храм перетворено на парафіяльну церкву. На прохання архієпископа Волинського і Варшавського Арсенія (РПЦ) у 1860 році було одержано царський дозвіл на відновлення монастиря, що отримав назву Хрестовоздвиженська пустинь і був приписаний до Почаївської лаври. У 1904 році монастир було підвищено до другого класу. Уже під владою Польщі, після 1921 р. монастир знову став пустинню, залежною від Почаївської лаври. У 1939 р. радянська влада націоналізувала землі обителі. Під час вигнання з Дубна нацистів радянськими військами зазнав значних пошкоджень храм і господарські будівлі монастиря. У 1949 році влада ухвалила рішення про закриття монастиря. До середини 1950-х років ченці залишили монастир. У 1960-х рештки зруйнованої церкви розібрали, а місцевість була забудована очисними спорудами і зайнята міським сміттєзвалищем.
В монастирі також жили, працювали Мелетій Смотрицький, Касіян Сакович, отець Віталій (ігумен, тут 1604 року переклав з грецької книгу « Діоптра…»), ієромонах Арсеній (у 1539—1566 роках створив «Дубенське Четвероєвангеліє» — шедевр українського книгописання).

## Галерея

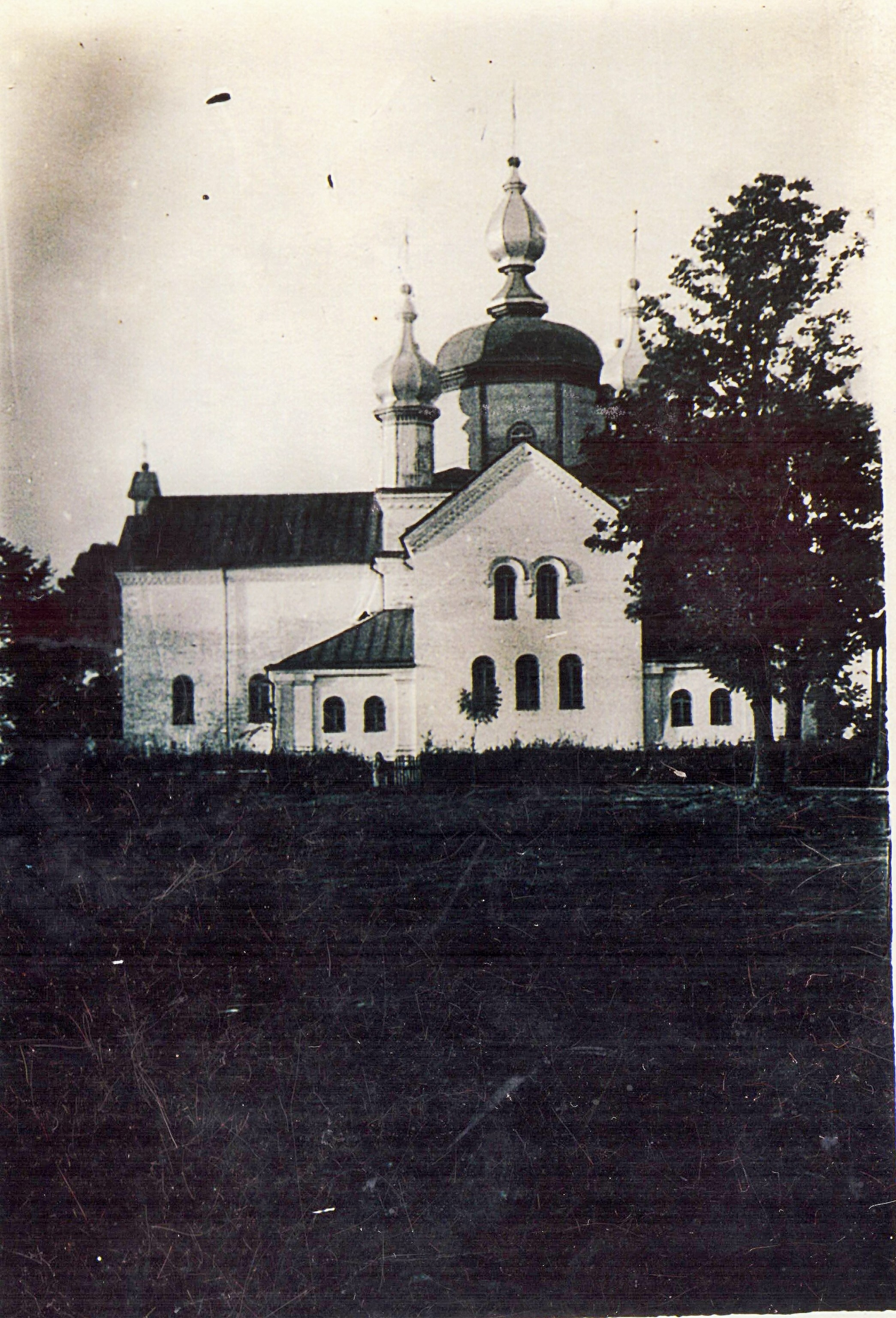
Дубенський хрестовоздвиженський монастир, 1942
Дубенський хрестовоздвиженський монастир, 1942

## Джерело
- Кралюк Петро (доктор філософії, професор НУ «Острозька академія»). Культурно-релігійне життя Дубна в кінці ХУІ — на початку ХУІІ ст. [Архівовано 4 січня 2017 у Wayback Machine.] // Історична Волинь